# Stefan Tytus Dąbrowski
Stefan Tytus Zygmunt Dąbrowski herbu Radwan (ur. 31 stycznia 1877 w Warszawie, zm. 23 marca 1947 w Poznaniu) – polski lekarz, biochemik i polityk narodowy. Wiceminister spraw zagranicznych II RP (1920–1921). Poseł na Sejm II RP (1922–1935). Rektor Uniwersytetu Poznańskiego (1945–1946).

## Życiorys
Urodził się 31 stycznia 1877 r. w Warszawie w rodzinie artysty malarza Stefana Dąbrowskiego h. Radwan (1849–1909) i Hortensji Marii Lombard (1850–1929).
Od młodości brał udział w ruchu wszechpolskim, w czasie wojny jako lekarz wojskowy przeprowadzał studia nad stopniowym wyczerpywaniem się rekruta w państwach centralnych, o których wynikach zawiadamiał sekretnie koalicję, przeciwdziałał w Królestwie dostarczeniu armii Niemcom.

### Kariera naukowa
W latach 1910–1913 był profesorem fizjologii i nauki żywienia Akademii Rolniczej w Dublanach, później (1913–1919) profesor chemii i fizjologii żywienia Akademii Medycyny Weterynaryjnej we Lwowie i profesor chemii fizjologicznej Uniwersytetu Poznańskiego (1919–1946). W latach 1937–1939 był dziekanem Wydziału Lekarskiego UP.
W roku 1939 został wybrany rektorem Uniwersytetu Poznańskiego, jednak z powodu wybuchu wojny nie zdołał rozpocząć kadencji w terminie. Po powrocie do Poznania 18 marca 1945 włączył się w pracę Tymczasowej Komisji Administracyjnej, której zadaniem było wznowienie działalności uniwersytetu. 28 marca 1945 r. podjął obowiązki rektora. W maju rozpoczął starania o uzyskanie dla uniwersytetu gmachu Zamku Cesarskiego (przed wojną Collegium Maius UP). 1 maja udzielono mu urlopu z przyczyn politycznych (za udostępnienie auli młodzieży katolickiej). Oficjalnie jako rektor pożegnał się ze studentami 16 grudnia 1946 r., podczas inauguracji roku akademickiego 1946/47.
Autor prawa na temat wymiany jonowej pomiędzy erytrocytami a osoczem krwi jakie zachodzą w krwi tętniczej, jak również w krwi żylnej.
Należał do wielu towarzystw i instytucji naukowych.. Od roku 1928 członek Polskiej Akademii Umiejętności.
Od czerwca 1920 r. był członkiem rzeczywistym Akademii Nauk Lekarskich w Warszawie; od czerwca 1928 r. członkiem korespondentem Wydziału Matematyczno-Przyrodniczego, a od marca 1930 r. członkiem czynnym Wydziału Lekarskiego PAU w Krakowie. Od grudnia 1930 r. członek korespondent Wydziałułu IV (nauki biologiczne) TNW.
Jako chemik był uczniem i współpracownikiem Bądzyńskiego we Lwowie i pracował nad urochromem i kwasami oksyproteinowymi w moczu.

### Kariera polityczna
W latach 1895–1900 był członkiem zarządu Związku Młodzieży Polskiej „Zet”. Od 1905 roku był członkiem Ligi Narodowej. W czasie wojny i tuż po jej zakończeniu (1918–1919) brał udział w organizowaniu obrony w Małopolsce. Pełnił urząd wiceministra spraw zagranicznych (1920–1921). Od 1922 do 1935 był posłem na Sejm oraz członkiem komisji sejmowych: zdrowia, spraw zagranicznych i wojska (1922–1927).
Napisał: Walka o rekruta polskiego pod okupacją (1922), Zagadnienie obrony narodowej w wojnie nowoczesnej i in.

### Śmierć
Zachorował w lutym 1947. Z Puszczykowa przewieziony został do swojego służbowego rektorskiego mieszkania w kamienicy przy ul. Słowackiego nr 29. Zmarł na serce i niewydolność płuc o godz. 3. nad ranem 23 marca 1947.
26 marca 1947 odbył się pogrzeb prof. Stefana T. Dąbrowskiego, w którym uczestniczyły tłumy pracowników, studentów uniwersytetu i Szkoły Handlowej, przedstawicieli organizacji społecznych i mieszkańców Poznania. Pochowany został na „cmentarzu leśnym” w Puszczykowie, w swojej - jak mówił - „ukochanej Puszczy”.

## Życie prywatne
Był ojcem Jadwigi (1931–2015) – romanistki, poetki i działaczki polonijnej.